# 芒特莫里斯鎮區 (密歇根州)
芒特莫里斯鎮區（英語：Mount Morris Township）是位於美國密歇根州傑納西縣的一個行政鎮區。

## 地方資料
芒特莫里斯鎮區的面積為81.50平方千米，當中陸地面積為81.40平方千米，而水域面積為0.10平方千米。根據2020年美國人口普查的數據，當地共有人口20024人，而人口密度為每平方千米245.69人。